# Lionel Hampton
Pour les articles homonymes, voir Hampton.
Lionel Hampton est un vibraphoniste, pianiste et batteur de jazz américain né le 20 avril 1908 à Louisville, et mort le 31 août 2002 à New York.
Surnommé « The lion », il a été le premier géant du jazz à donner ses lettres de noblesse au vibraphone en tant qu'instrument soliste. Ses interprétations se caractérisent par une grande virtuosité. Il était aussi un habile pianiste (Piano Stomp en 1937 où il joue de l'instrument avec seulement deux doigts) et pratiquait aussi la batterie (Jack the Bellboy, 1940).

## Biographie
Bien que né et élevé par sa grand-mère à Louisville, Lionel Hampton passe une bonne partie de sa jeunesse à Kenosha (Wisconsin) avant que sa famille ne déménage à Chicago en 1916. Dans les années 1920, alors qu'il n'est encore qu'adolescent, il apprend le xylophone grâce à l'enseignement de Jimmy Bertrand et découvre aussi la batterie.
En 1928, il devient le batteur du Chicago Defender Newsboy's Band un groupe d'adolescents de Chicago dont le leader était Major N. Clark Smith. En 1929, il arrive en Californie, étudie la musique à l'Université de Californie du Sud puis devient batteur des Dixieland Blue-Blowers. C'est alors qu'il participe à son premier enregistrement avec The Quality Serenaders, un groupe fondé au Quality Cafe et mené par Paul Howard (en). Il quitte rapidement ce groupe pour aller à Culver City où il jouera dans l'orchestre de Les Hite (en) au Sebastian's Cotton Club. C'est durant cette période qu'il commence à jouer du vibraphone.
En 1930, il rencontre Louis Armstrong avec lequel il enregistre le premier solo de vibraphone de l'histoire du jazz sur Memories of you. Il monte une formation au Paradise Ballroom à Hollywood et se voit consacré par la revue DownBeat « révélation de l'année ».
En 1936, il est engagé dans le quartette du célèbre clarinettiste Benny Goodman, avec lequel il enregistre ses premiers disques. Entre 1937 et 1940, il enregistre en studio (RCA) de nombreuses faces en petites formations avec quelques-uns des meilleurs solistes des orchestres de Duke Ellington, Count Basie, Jimmie Lunceford et Benny Goodman : Whoa babe (avril 1937) avec Johnny Hodges, Ring dem bells (janvier 1938) avec Cootie Williams, I'm in the mood for swing (juillet 1938) avec Harry James, When lights are low, Hot mallets (septembre 1939) avec Dizzy Gillespie, Benny Carter, Coleman Hawkins, Ben Webster, Charlie Christian. En 1939, il participe, au sein du Benny Goodman Sextet, au fameux concert From Spirituals to Swing organisé par John Hammond au Carnegie Hall.
En 1940, il fonde sa propre formation qui connaît un succès immédiat et devient un des plus célèbres big band de l'époque, où se produisent Quincy Jones, Clifford Brown, Art Farmer, Dexter Gordon, Joe Newman, Illinois Jacquet et Charles Mingus. Puis il part durant 3 ans en Angleterre. En 1955 il apparaît dans le film The Benny Goodman Story. Il fait des tournées dans le monde entier et se produit avec son orchestre dans les plus grands festivals. Il se produit à l'occasion dans le cadre d'une petite formation nommée Inner circle. Il collabore activement avec la maison de disques Who's Who in Jazz, puis crée une fondation à vocation immobilière la « Lionel Hampton Development fondation ». Il participe aussi à des campagnes électorales pour l'élection présidentielle américaine.
Lionel Hampton commence à être connu en Europe après-guerre grâce aux V-Discs destinés à remonter le moral des troupes pendant la guerre. Pendant cette période, le titre qui contribue le plus à son succès est Flying Home, enregistré en 1942.
Il considère le jazzman et vibraphoniste Dany Doriz comme son fils spirituel.

## Hommages
Le festival de jazz de l'université de l'Idaho a été renommé « Lionel Hampton Jazz Festival » en 1985, en honneur de son engagement auprès des étudiants.
En 1985, dans son titre La Boîte de Jazz, composé comme un hommage aux grands jazzmen américains, le chanteur français Michel Jonasz mentionne le nom de Lionel Hampton. 
En 1997, André Waignein compose Tribute to Lionel à la mémoire d'Hampton, pièce pour orchestre d'harmonie et vibraphone solo.

## Récompenses
- National Endowment for the Arts - NEA Jazz Master : nomination et récompensée en qualité de Jazz Master en 1988[5] (N.B. : la plus prestigieuse récompense de la nation américaine en matière de jazz).

## Discographie partielle
Lionel Hampton a enregistré de nombreux disques, dont,
| Année     | Album                                                   | Label                                    | Notes |
| --------- | ------------------------------------------------------- | ---------------------------------------- | --- |
| 1937–1939 | Hot Mallets, Vol. 1                                     | Bluebird Records                         | |
| 1937–1939 | The Jumpin Five, Vol. 2                                 | Bluebird Records                         | |
| 1938      | Carnegie Hall Jazz Concert                              | Columbia Records                         | aux côtés de Benny Goodman |
| 1939-1940 | Tempo and Swing                                         | Bluebird Records                         | |
| 1947      | Just Jazz                                               | Decca Records (DL 9055)                  | Lionel Hampton and the All Stars, en concert au Civic Auditorium, Pasadena, Cal. le 4 août 1947. Hampton se trouve uniquement sur la Face 1 jouant avec les All Stars                 |
| 1953      | Jazz Time Paris                                         | Vogue                                    | vol. 4, 5, 6 |
| 1955      | The Lionel Hampton Art Tatum Buddy Rich Trio (en)       | Norman Granz' Clef Records, Verve, Pablo | Studio, avec Art Tatum et Buddy Rich |
| 1939-1956 | Greatest Hits                                           | RCA Victor                               | compilation |
| 1942-1963 | Hamp!                                                   | GRP/Decca                                | |
| 1963      | Bossa Nova Jazz                                         | Glad-Hamp Records                        | Avec la chanteuse brésilienne Carmen Costa, c'est un album notable sachant que Lionel Hampton a peu enregistré dans ce style, il "modernise" son style dans le début des années 1960. |
| 1979      | Who's Who's in Jazz presents: Lionel Hampton            | Philips                                  | Avec Grady Tate, Milt Hinton, Hank Jones, Vinnie Bell (en), Candido, Arvell Shaw (en), Cozy Cole, Big Chief Russell Moore (en) et Earl Hines.                                         |
| 1980      | Chick & Lionel Live At Midem                            |                                          | Avec Chick Corea. Ressorti sous le nom de Chick Corea en tant que Seabreeze en 1993                                                                                                   |
| 1982      | The Boogie Woogie Album                                 | Vagabond Records                         | Avec Axel Zwingenberger |
| 1988      | Chick Corea Featuring Lionel Hampton (en)               | Bellaphon                                | Avec Chick Corea. |
| 2007      | Lionel Hampton – The Complete Victor Sessions 1937–1941 | Mosaic Records                           | |